# Copa FVT 2013
Il Copa FVT 2013 è stato un torneo di tennis facente parte della categoria ITF Women's Circuit nell'ambito dell'ITF Women's Circuit 2013. Il torneo si è giocato a Caracas in Venezuela dal 29 aprile al 5 maggio 2013 su campi in cemento e aveva un montepremi di $25,000.

## Vincitrici

### Singolare
Tadeja Majerič ha battuto in finale  Adriana Pérez con il punteggio di 1–6, 6–3, 7–5

### Doppio
María Fernanda Álvarez Terán /  Keri Wong hanno battuto in finale  Naomi Totka /  Karina Venditti con il punteggio di 6–1, 6–2